# Kerteh
Kerteh – miasto we Malezji w stanie Terengganu. W 2000 roku liczyło 18 337 mieszkańców. W mieście znajduje się port lotniczy Kerteh.